# Joseph Bessala
Joseph Bessala (Douala, 19 aprile 1941 – Yaoundè, 24 aprile 2010) è stato un pugile camerunese. Con la medaglia d'argento conquistata alle Olimpiadi di Città del Messico 1968 fu il primo camerunese vincitore di una medaglia olimpica.

## Biografia
Gareggiando nella categoria dei pesi welter, nel 1965 Bessala vinse i Giochi panafricani disputatisi a Brazzaville. Fu successivamente per due volte vincitore dei campionati continentali: nel 1966 a Lagos, sconfiggendo in finale il ghanese Eddie Blay, e nel 1968 a Lusaka, dove batté in finale il pugile di casa Julius Luipa. Sempre nel 1968 salì sul podio olimpico conquistando la medaglia d'argento, sconfitto in finale dal tedesco orientale Manfred Wolke.
Passato al professionismo, fece il suo debutto nell'ottobre 1968 sconfiggendo il belga Jean-Pierre Heirmann per KO tecnico. Negli anni seguenti ottenne altre sei vittorie, un pareggio e ancora cinque vittorie, l'ultima delle quali, nel 1974 contro il ghanese Eddie Blay, gli fruttò il titolo di campione africano dei pesi welter. Dopo aver perso il titolo nel gennaio 1976 dall'ivoriano Salem Ouedraogo, Bessala lo riconquistò dopo due anni e mezzo, battendo il connazionale Bechir Boundka. Nella successiva difesa del titolo fu sconfitto per KO dal marocchino Mimoun Mohatar. Dopo questo combattimento si ritirò dall'attività agonistica.